# Las Raíces (Valledupar)
Las Raíces es uno de los centros poblados del municipio colombiano de Valledupar ubicado al norte, en el piedemonte de la Sierra Nevada de Santa Marta, en el departamento del Cesar.

## Geografía
Limita hacia el norte con el corregimiento de La Vega Arriba; al noroccidente con el corregimiento de Río Seco; al occidente, suroccidente y sur con el corregimiento de Los Corazones. Hacia el suroriente limita con el centro poblado Guacochito; y al oriente y nororiente con el centro poblado El Alto de La Vuelta. 
El centro poblado hace parte de la cuenca del río Cesar. Uno de los afluentes del río Cesar es el río Seco, que atraviesa el centro poblado Las Raíces hasta desembocar en el río Cesar, en inmediaciones de El Jabo.

## Historia
La región que actualmente conforma Las Raíces eran utilizadas como sabanas comunales para el pastoreo de ganado. A principios del siglo XX se asentaron las primeras familias como fueron los Rodríguez Ochoa y otras procedentes de península de La Guajira. Las primeras casas fueron construidas en bahareque. Al nuevo asentamiento, localizado al piedemonte del cerro llamado El Cerrito, le llamaron El Tunal y era catalogado como un caserío de Valledupar. El nombre fue eventualmente cambiado por el de Las Raíces.
Versiones de los locales afirman que en la cima de El Cerrito, durante la época colonial, los españoles instalaron una cruz de madera y murallas de piedra. 
El Cerrito posee cuevas que según la tradición oral local sirvieron como refugio y trinchera para los combatientes de la guerra de los mil días.
El 7 de octubre de 1995, el exgobernador del departamento del Cesar, Armando Maestre Pavajeau fue asesinado por guerrilleros del Ejército de Liberación Nacional en inmediaciones del ccentro poblado, en el sitio conocido como Puente Arroyo.
Las Raíces fue erigido como centro poblado el 18 de diciembre de 1996, bajo el Acuerdo Municipal 042 de Valledupar.

## Cultura
La mayoría de los habitantes de Las Raíces pertenecen a la Iglesia católica; la patrona del pueblo es Santa Elena. Cada año el 18 de agosto celebran su día. El pueblo tiene un templo llamado Santa Helena de La Cruz.